# Шуя (река, впадает в Кубенское озеро)
Шуя — река в Вологодской области России.
Протекает по территории Вологодского района в северо-восточном направлении. Исток находится севернее деревни Заболотное, впадает в Кубенское озеро. Длина реки составляет 17 км. Вдоль течения реки расположены населённые пункты Кубенского сельского поселения.

## Данные водного реестра
По данным государственного водного реестра России относится к Двинско-Печорскому бассейновому округу, водохозяйственный участок реки — озеро Кубенское и реки Сухона от истока до Кубенского гидроузла, речной подбассейн реки — Сухона. Речной бассейн реки — Северная Двина.
По данным геоинформационной системы водохозяйственного районирования территории РФ, подготовленной Федеральным агентством водных ресурсов:
- Код водного объекта в государственном водном реестре — 03020100112103000005030
- Код по гидрологической изученности (ГИ) — 103000503
- Код бассейна — 03.02.01.001
- Номер тома по ГИ — 03
- Выпуск по ГИ — 0